# تونیپاندی
تونیپاندی (به انگلیسی: Tonypandy) یک شهرک در ولز است که در روندا کنون تاو واقع شده‌است. تونیپاندی ۳٬۷۵۰ نفر جمعیت دارد.